# Emilio Fenoll
Emilio Ángel Fenoll Mora (Torrente, Valencia, España, 2 de agosto de 1964) es un exfutbolista español que se desempeñaba como delantero.

## Clubes
| Club              | País   | Año       |
| ----------------- | ------ | --------- |
| Valencia C. F.    | España | 1985-1992 |
| Real Burgos C. F. | España | 1992-1994 |
| Castellón         | España | 1994-1995 |
| Granada           | España | 1995-1996 |